# NGC 5551
NGC 5551 est une galaxie spirale barrée située dans la constellation de la Vierge. Sa vitesse par rapport au fond diffus cosmologique est de 7 745 ± 28 km/s, ce qui correspond à une distance de Hubble de 114,2 ± 8,0 Mpc (∼372 millions d'al). NGC 5551 a été découverte par l'astronome britannique Albert Marth en 1864.
Bien que cette galaxie soit classifiée comme elliptique par deux sources consultées,, il est évident qu'il s'agit d'une galaxie spirale comme le montre l'image obtenue du relevé SDSS. La classification de spirale barrée du professeur Seligman convient mieux à cette galaxie.
En raison d'une brillance de surface égale à 11,90 mag/am2, on peut qualifier NGC 5551 de galaxie présentant une brillance de surface élevée.